# Issole (Var)
Pour l’article homonyme, voir Issole (Alpes-de-Haute-Provence).
L'Issole est une rivière de France qui coule dans le département du Var, en région Provence-Alpes-Côte d'Azur. C'est un affluent du Caramy, donc un sous-affluent de l'Argens.

## Géographie
De 46,4 km de longueur,, l'Issole prend sa source sur les flancs nord du plateau d'Agnis, (prolongeant la chaine de la Sainte Baume à l'est, et culminant à 919 m au Mourre d'Agnis, museau d'agneau en provencal), au sud de Mazaugues, pas très loin de celle du Caramy dans lequel il se jette au nord de Cabasse.

### Communes traversées
- Mazaugues, La Roquebrussanne, Néoules, Garéoult, Forcalqueiret, Sainte-Anastasie-sur-Issole, Besse-sur-Issole, Flassans-sur-Issole, Cabasse.

## Hydrologie

### L'Issole à Cabasse
Le débit de l'Issole a été observé durant une période de 36 ans (1974-2009), à Cabasse (au lieu-dit Pont des Fées), localité du département du Var située au niveau de son confluent avec le Caramy. Le bassin versant de la rivière est de 223 km2.
Le module de la rivière à Cabasse est de 1,43 m3/s.
L'Issole présente des fluctuations saisonnières de débit assez marquées, avec des hautes eaux d'automne-hiver portant le débit mensuel moyen à un niveau situé entre 1,80 et 3,07 m3/s, de novembre à mars inclus (avec un maximum très net en janvier), et des basses eaux d'été, de juillet à septembre inclus, avec une baisse du débit moyen mensuel jusqu'à 0,21 m3/s au mois d'août.

### Étiage ou basses eaux
À l'étiage, c'est-à-dire aux basses eaux, le VCN3, ou débit minimal du cours d'eau enregistré pendant trois jours consécutifs sur un mois, en cas de quinquennale sèche, peut chuter à 0,00 m3/s, c'est-à-dire à un arrêt total de l'écoulement, le cours d'eau étant ainsi à sec.

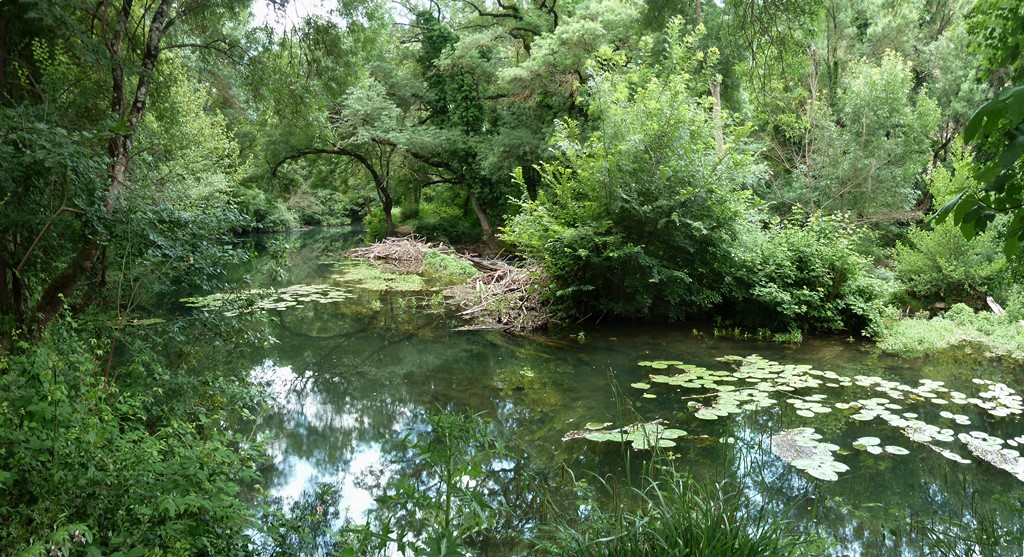
L'Issole à proximité du Trou des Fées.

### Crues
Les crues peuvent être assez importantes, compte tenu du faible débit moyen et de la petitesse de son bassin. Les QIX 2 et QIX 5 valent respectivement 28 et 49 m3/s. Le QIX 10 est de 62 m3/s, le QIX 20 de 75 m3/s, tandis que le QIX 50 vaut 92 m3/s.
Le débit instantané maximal enregistré à Cabasse durant cette période, a été de 78,2 m3/s le 17 janvier 1978, tandis que la valeur journalière maximale était de 66,9 m3/s le même jour.

### Lame d'eau et débit spécifique
L'Issole est une rivière moyennement abondante. La lame d'eau écoulée dans son bassin versant est de 202 millimètres annuellement, ce qui est inférieur à la moyenne d'ensemble de la France tous bassins confondus (330 mm), mais correspond aux valeurs des autres cours d'eau de la région. Le débit spécifique (ou Qsp) de la rivière atteint 6,4 litres par seconde et par kilomètre carré de bassin.